# Sùchbaatar
Sùchbaatar, traslitterato anche Sùhbaatar o Sühbaatar (in mongolo: Сүхбаатар, in russo Сухэ-Батор?, Suchė-Bator) è il capoluogo della provincia del Sėlėngė, nel distretto di Altanbulag, nel nord della Mongolia, sul fiume Orhon. Aveva una popolazione di 19.626 abitanti nel 2008.

## Storia
La città è stata fondata nel 1940 e le è stato dato il nome del leader rivoluzionario  mongolo Damdiny Sùchbaatar.

## Infrastrutture e trasporti
Sùhbaatar è la stazione più settentrionale delle ferrovia Transmongolica prima del confine con la Russia. Dall'altro lato del confine si trova la stazione della città di Nauški.